# Gyostega simplex
Gyostega simplex là một loài bướm đêm trong họ Geometridae.